# أرنولد برلينر
أرنولد برلينر (بالإنجليزية: Arnold Berliner)‏ (و. 1862 – 1942 م) هو فيزيائي من ألمانيا . ولد في نيسا .
وكان عضواً في الأكاديمية البروسية للعلوم .
توفي في برلين ، عن عمر يناهز 80 عاماً.